# 77 Frigga
A 77 Frigga a Naprendszer kisbolygóövében található aszteroida. Christian Heinrich Friedrich Peters fedezte fel 1862. november 12-én.